# Зареченский (Киреевский район)
Зареченский — поселок в Киреевском районе Тульской области в составе Дедиловского сельского поселения.

## География
Находится в центральной части Тульской области на расстоянии приблизительно 5 км на северо-восток по прямой от города Киреевск, административного центра района к северу от поселка Октябрьский.

## История
Отмечен был уже только на карте 1997 года.

## Население
Постоянное население составляло 12 человек (русские 84 %) в 2002 году, 8 в 2010.